# شناسه فعل
در دستورهای فارسی، شناسۀ فعل اشاره به وندهای پایانی افعال دارد که شخص فعل را آشکار می‌کنند همانند نهاد. شناسه‌های فعل در زبان فارسی این‌هایند: «ـَم، ـی، ـَد، ـیم، ـید، ـَند».
شناسه بخشی از فعل است که «شخص» را تعیین می‌کند؛ یعنی نمایانگر اول شخص (گوینده)، دوم شخص (شنونده) یا سوم شخص (دیگر کس) است. شناسه نشانهٔ فعل است و همانند نهاد، شخصِ فعل را معین می‌کند. شناسه را نهاد پیوسته هم می‌گویند. شناسه در فارسی به صورت پسوند در پایان فعل جای می‌گیرد.
شناسه‌ها دو دسته‌اند: شناسه‌های مفرد و شناسه‌های جمع.
| شناسه        | نام شناسه | شخص          | نمونه با بن مضارع | نمونه با بن ماضی   |
| ------------ | --------- | ------------ | ----------------- | ------------------ |
| (-َم / ام)    | گوینده    | اول شخص مفرد | می‌خورم (خور+-َم)   | خوردم (خورد+-َم)    |
| (–ی / ای)    | شنونده    | دوم شخص مفرد | می‌خوری (خور+–ی)   | خوردی (خورد+–ی)    |
| ( َ-َ د / است) | دیگری     | سوم شخص مفرد | می‌خورَد (خور+-َد)   | خورد (شناسه ندارد) |
| (–یم / ایم)  | گویندگان  | اول شخص جمع  | می‌خوریم (خور+–یم) | خوردیم (خورد+–یم)  |
| (–ید / اید)  | شنوندگان  | دوم شخص جمع  | می‌خورید (خور+–ید) | خوردید (خورد+–ید)  |
| (-َند / اند)  | دیگران    | سوم شخص جمع  | می‌خورند (خور+-َند) | خوردند (خورد+-َند)  |

در فارسی وجود شش شناسه جداگانه باعث می‌شود که ضمیرهای شخصی «من، تو، ...» در حالت عادی همراه با فعل به کار نروند. شناسه سوم شخص مفرد برای زمان گذشته تهی است اما تمایز شش‌گانهٔ شناسه‌ها همچنان مانند زمان حال برقرار است. برای مثال، در حالت عادی می‌گوییم «دیروز به سینما رفتم»، نه «من دیروز به سینما رفتم» زیرا «-ام»ای که در پایان «رفتم» آمده، شخص فعل را (اول شخص مفرد) نشان می‌دهد. استفاده از ضمیرهای شخصی تنها به هنگام تأکید و مانند آن است. چنین ویژگی‌ای در هر زبانی یافت نمی‌شود. به زبان‌های دارای این ویژگی، «ضمیرانداز» می‌گویند. زبان فارسی کاملاً ضمیرانداز است. زبان‌هایی مانند اسپانیایی و ایتالیایی نیز ضمیر اندازند و زبان‌هایی مانند انگلیسی و فرانسوی ضمیرانداز نیستند.